# Oceanospirillales
Gli Oceanospirillales sono un ordine di proteobatteri che vivono in profondità e in condizioni estreme dell'ambiente marino.. Si cibano di plancton e Zooplancton, e soprattutto di petrolio.
Durante il disastro ambientale della piattaforma petrolifera Deepwater Horizon che cagionò lo sversamento in mare di diverse tonnellate di idrocarburi, è stata verificata una forte presenza di batteri facenti parte di questo ordine. Tali batteri hanno dimostrato una forte capacità di eliminare gli idrocarburi.

## Tassonomia
L'ordine Oceanospirillales comprende due famiglie:
- Halomonadaceae
- Oceanospirillaceae